# Rivière à la Carpe (rivière Gens de Terre)
Pour les articles homonymes, voir Carpe et Rivière à la Carpe.
La rivière à la Carpe est un affluent de la rivière Gens de Terre, coulant au nord du fleuve Saint-Laurent, dans les territoires non organisés de Lac-Pythonga (cantons de Charbonnel et de Bourbonnais) et Cascades-Malignes (canton de Briand), dans la municipalité régionale de comté (MRC) de La Vallée-de-la-Gatineau, dans la région administrative de l’Outaouais, au Québec, au Canada.
Ce cours d’eau coule entièrement dans une petite vallée en zone forestière, sans villégiature.
La surface de la rivière à la Carpe est généralement gelée du début décembre jusqu’en début avril.

## Géographie
La rivière à la Carpe prend sa source à l’embouchure d’un lac Centriole (longueur : 0,3 km ; altitude : 393 m), dans le territoire non organisé de Lac-Pythonga. Ce lac est situé au sud-est du réservoir Cabonga et au nord-ouest du réservoir Baskatong.
L’embouchure du lac de tête est située à 16,3 km au nord-ouest de la confluence de la Rivière à la Carpe, à 84 km au nord-ouest du centre du village de Mont-Laurier, et à 2,3 km à l'est de la baie à la Carpe qui constitue un appendice du lac de l’Écorce lequel fait partie du Réservoir Cabonga.
À partir de l’embouchure du lac Centriole, la rivière à la Carpe coule sur 18,7 km, selon les segments suivants :
- 3,6 km vers le sud-est dans le canton de Charbonnel en traversant le lac Branchies (longueur : 0,9 km ; altitude : 389 m) sur sa pleine longueur et le lac de la Physe (longueur : 1,4 km ; altitude : 384 m), jusqu’à sa décharge de ce dernier ;
- 2,7 km vers le sud-est en traversant le lac Chorion (longueur : 0,5 km ; altitude : 382 m) et le lac Libaros (longueur : 2,2 km ; altitude : 373 m), jusqu’à son embouchure ;
- 0,4 km vers le sud-est, jusqu’à la limite du canton de Bourbonnais ;
- 10,2 km vers le sud-est, jusqu’à la confluence du ruisseau Tudhope (venant du sud-ouest) ;
- 2,4 km vers le nord-est, jusqu’à la limite du canton de Briand, du territoire non organisé de Cascades-Malignes ;
- 1,8 km vers l'est dans le canton de Briand, en serpentant jusqu’à la confluence de la rivière[2].

La rivière à la Carpe se déverse dans un coude de rivière sur la rive ouest de la rivière Gens de Terre. Cette confluence est située à :
- 13,0 km au nord-ouest de la baie Gens de Terre située à l'ouest du réservoir Baskatong ;
- 170 km au nord du centre-ville de Gatineau ;
- 69 km au nord-ouest du centre-ville de Mont-Laurier.

## Toponymie
Le toponyme Rivière à la Carpe a été officialisé le 5 décembre 1968 à la Commission de toponymie du Québec.